# 鈴木亨 (詩人)
鈴木 亨（すずき とおる、1918年9月29日 - 2006年12月9日）は詩人。神奈川県横浜市出身。
慶應義塾大学文学部国文科卒業、同大学院修士課程修了。第2次『四季』に寄稿、のち編集に当たる。1939年『山の樹』を創刊、主宰。90年より詩誌「木々」を主宰。98年「火の家」で丸山薫賞受賞。明治大学教授、跡見学園女子大学教授、宇都宮文星短期大学教授。
2006年に肺炎のため死去した。享年88。

## 著書
- 『少年聖歌隊』ユリイカ 1960 山の樹叢書
- 『近代詩入門 夜明けにうたう詩人たち』大泉書店 1969
- 『鈴木亨詩集』角川書店 1973
- 『夢想者の系譜 現代詩探訪』泰流社 1984
- 『遊行 詩集』花神社 1986
- 『現代詩鑑賞 20人の詩人たち』桜楓社、1987年。
- 『歳月 詩集』花神社、1992年。
- 『火の家 詩集』花神社、1997年。
- 『埋もれたラ・マルセイエーズ 詩集』花神社、1999年。
- 『星条旗 詩集』花神社、2002年。
- 『柳絮 詩集』花神社、2004年。
- 『鈴木亨詩集』土曜美術社出版販売〈新・日本現代詩文庫〉、2005年。

## 編纂
- 『八木重吉詩集』白凰社〈青春の詩集〉、1967年。
- 編『愛の詩集』偕成社〈ジュニア版日本文学名作選〉、1972年。